# Chene la Rochelle
 (mars 2020).
Pour les articles homonymes, voir Rochelle.
Chene La Rochelle est une cavalière canadienne de dressage handisport.
Elle participe aux Jeux paralympiques d'été de 1984 où elle remporte la médaille de bronze dans les épreuves de marche avancée/trot C4-5 et marche élémentaire/trot C4-5.